# Barracudasauroides
Barracudasauroides es un género extinto de ictiosaurio mixosáurido que vivió durante el Triásico Medio. Fósiles de este género se han hallado en la provincia de Guizhou, en la actual China. Es conocido por el ejemplar GMPKU-P-1033, un esqueleto parcial recuperado del Miembro Superior de la formación Guanling del pueblo de Yangjuan, en el área de Xinmin; esta unidad de rocas data del Pelsoniano, un subperíodo del Anisiense. Fue nombrado por Michael W. Maisch en el año de 2010, y su especie tipo es Barracudasauroides panxianensis.